# Running Woman
Running Woman, ein US-amerikanischer Actionfilm mit Theresa Russell, wurde 1998 produziert.

## Handlung
Die Gemälderestauratorin Emily Russo lebt in Los Angeles. Sie und ihr Sohn Sam sind mit dem Auto unterwegs, als sie von Gangstern beschossen werden. Sam stirbt dabei.
Die Polizei verdächtigt Russo, sie selbst gehöre zur Gang und tötete einen Polizisten. Sie taucht unter, wobei sie von ihrem Ex-Ehemann John Delaney unterstützt wird. Russo findet heraus, dass die Polizisten Don Gibbs und Harris zu einer Verschwörung gehören, die mit chemischen Kampfmitteln Gebäude verseucht, die Neubauprojekten weichen sollen. Sie fand Spuren der Substanz in restaurierten Gemälden und wurde unbequeme Zeugin.

## Kritiken
Dennis Schwartz schrieb im Ozus' World Movie Reviews, der Film sei schlecht; weniger als Routine. Seine Handlung sei unglaubhaft.